# Cas Fifagate
El cas Fifagate o afer de corrupció a la FIFA o simplement Fifagate, fa referència a les investigacions dutes a terme pel Departament de Justícia dels Estats Units per a destapar, l'any 2015, les trames de corrupció en les que estaven implicats empresaris del sector del màrqueting esportiu del continent americà i dirigents de les federacions nacionals de la Confederació Sud-americana de Futbol (CONMEBOL) i la Confederació del Nord, Centreamèrica i el Carib de Futbol Associació (CONCACAF), afiliades a la Federació Internacional de Futbol Associació (FIFA).
El cas Fifagate no és l'únic escàndol de corrupció entorn de la FIFA, però quan es parla del cas Fifagate es fa referència exclusivament a les persones i corporacions incloses en els tres escrits d'acusació de la fiscalia nord-americana de maig de 2015, desembre de 2015 i abril de 2020 involucrant un total de 45 encausats: tres empreses de màrqueting esportiu, dotze empresaris o alts executius vinculats al mateix sector i trenta dirigents de les federacions esportives integrades a la CONMEBOL i a la CONCACAF.
Algunes fonts parlen d'una xifra superior d'implicats en el cas Fifagate, ja que inclouen dirigents equatorians com, Francisco Acosta o Vinicio Luna, relacionats amb l'acusat Luis Chiriboga Acosta, que van ser condemnats tots ells al seu país per no existir conveni d'extradició amb els EUA. També inclouen al dirigent argentí, Julio Grondona, que va morir l'any 2014 i ja no va ser acusat o el seu banquer, Jorge Luis Arzuaga, que es va declarar culpable el juny de 2017 i també l'agent futbolístic colombià resident a Florida, Miguel Trujillo, que també es va declarar culpable el març de 2016 i les empreses que van pactar amb la justícia estatunidenca la devolució de les quantitats defraudades, com serien els casos de Torneos y Competencias, Datisa, Imagina US, Imagina Media Audiovisual SL, International Soccer Marketing (ISM), Mimo International, Valente Corp. o Somerton Ltd.
Altres fonts també inclouen en el cas Fifagate al president de la FIFA, Joseph Blatter, i al president de la UEFA, Michel Platini, que tot i no haver estat acusats ni processats per la justícia ordinària, el desembre de 2015 van ser sancionats per la mateixa FIFA a vuit anys d'inhabilitació per a exercir qualsevol activitat relacionada amb el món del futbol perquè no van poder donar explicacions a un pagament de dos milions d'euros de 2011 que no estava justificat.

## Les acusacions
El cas es va conèixer públicament quan la fiscalia de Nova York, el 27 de maig de 2015, va anunciar la imputació per greus delictes de corrupció contra 9 alts executius de la FIFA i cinc empresaris, els quals haurien estat pagant durant anys suborns multimilionaris per adjudicar-se els drets de màrqueting de diversos tornejos internacionals de futbol del continent americà. Simultàniament, la policia suïssa, a instàncies de les autoritats nord-americanes, va detenir set d'aquests acusats a l'hotel Baur au Lac de Zúric (Suïssa) on estaven reunits celebrant el 65è congrés de la FIFA. Eduardo Li, Julio Rocha, Costas Takkas, Eugenio Figueredo, Rafael Esquivel, José Maria Marin i Jeffrey Webb van ser els detinguts. Un vuitè acusat, Aaron Davidson, va ser detingut a Miami en un escorcoll simultani a les oficines de la CONCACAF. Un novè dirigent, Jack Warner, es va lliurar a les autoritats del seu país, Trinitat i Tobago, i les setmanes i mesos posteriors es van lliurar a les autoritats els cinc acusats restants, Nicolás Leoz, Alejandro Burzaco, Hugo Jinkis, Mariano Jinkis i José Margulies.
El 3 de desembre de 2015, un segon escrit de la fiscalia nord-americana va ampliar les acusacions a setze implicats més. Simultàniament a l'anunci, es va procedir a la detenció del president de la CONMEBOL, Juan Ángel Napout, i al president de la CONCACAF, Alfredo Hawit, al mateix hotel on s'havien produït les set detencions del 27 de maig anterior.
El 6 d'abril de 2020, un tercer escrit de la fiscalia va ampliar les acusacions a quatre implicats més. Dos antics executius de la companyia estatunidenca Fox, un ex-alt executiu de l'empresa espanyola Imagina Media Audiovisual i l'empresa uruguaiana de màrqueting esportiu amb seu a Buenos Aires, Full Play Group.

## Els involucrats
El primer escrit de la fiscalia involucrava un total de 20 acusats, ja que també hi figuraven sis acusats més que ja s'havien declarat culpables. Entre aquests sis acusats hi havia el dirigent de la CONCACAF, Chuck Blazer, els germans Warner i l'empresari brasiler José Hawilla, i també les empreses Traffic Sports USA I Traffic Sports International, que eren propietat d'Hawilla. Aquests acusats s'havien declarat prèviament culpables i, a canvi de no ingressar a la presó, van acceptar ser confidents. Les contribucions d'Hawilla, que s'havia declarat culpable a finals de 2014 i havia acceptat restituir més de 150 milions de dòlars i, sobretot, la de Chuck Blazer, que es va declarar culpable a finals de 2013, van ser determinants per a destapar el funcionament de les diverses trames de corrupció.
El segon escrit de la fiscalia involucrava un total de 21 acusats, ja que també informava de cinc nous acusats (Zorana Danis, Fabio Tordin, Luis Bedoya, Roger Huguet i Sergio Jadue) que, juntament amb tres més de la primera acusació (Alejandro Burzaco, José Margulies i Jeffrey Webb), ja s'havien declarat prèviament culpables i havien pactat amb la fiscalia el retorn de més de 40 milions de dòlars entre tots ells.
El tercer escrit de la fiscalia involucrava a dos antics executius de la companyia Fox, Hernan López i Carlos Martínez, encarregats de desenvolupar les empreses de radiodifusió esportiva de la Fox a l'Amèrica Llatina, a l'espanyol Gerard Romy, ex-alt executiu d'Imagina Media Audiovisual, un conglomerat multinacional de mitjans audiovisuals amb seu a Barcelona i filials arreu del món, i a l'empresa uruguaiana de màrqueting esportiu Full Play Group, propietat dels argentins Hugo i Mariano Jinkis, també acusats en el cas Fifagate. En aquest mateix escrit, la fiscalia reformulava les acusacions i ampliava els càrrecs per a tretze acusats més del cas Fifagate que encara no han estat jutjats o que estan pendents de la seva extradició als Estats Units.

## Les tres relacions d'acusats

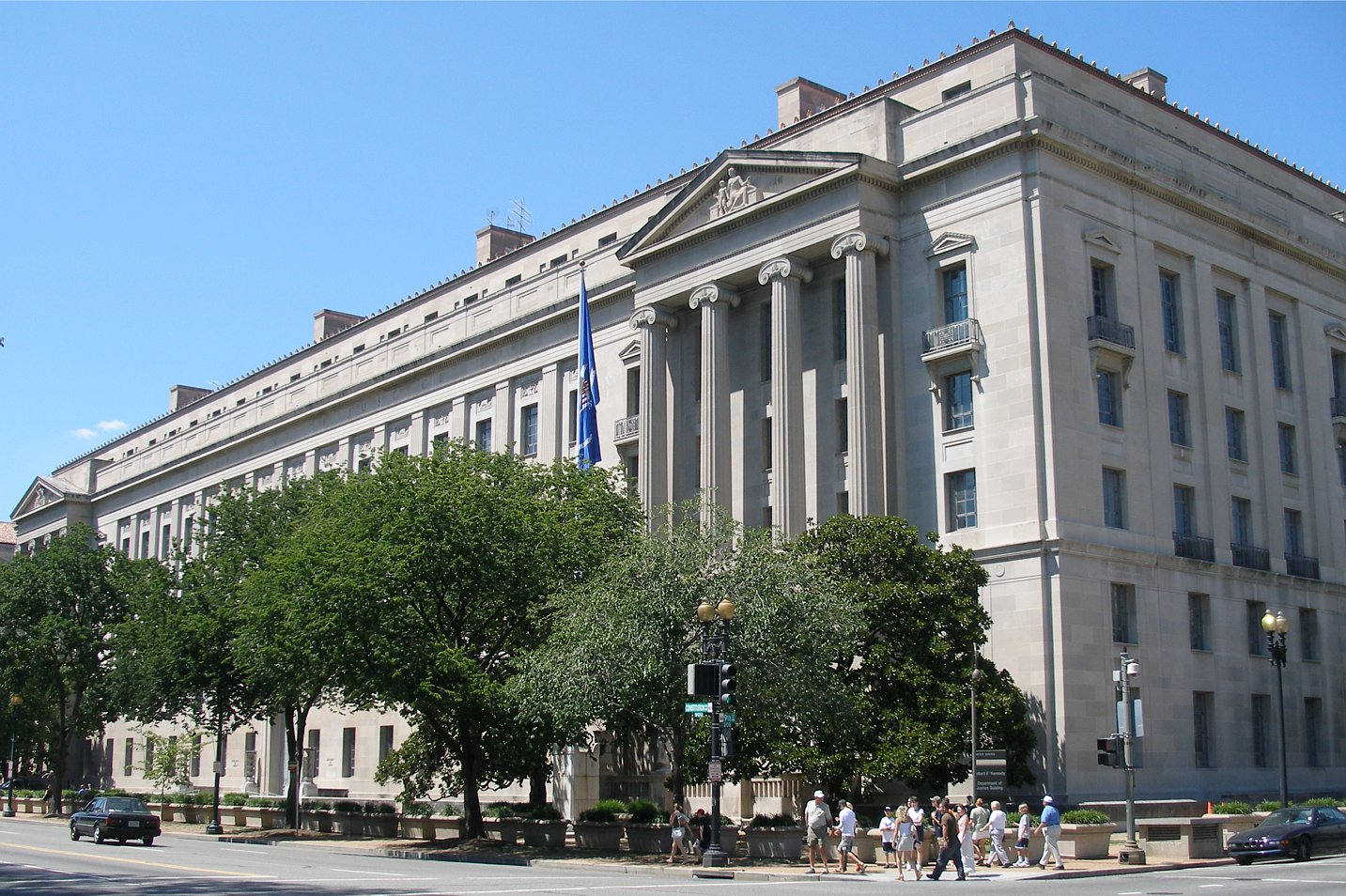
Seu del Departament de Justícia dels Estats Units

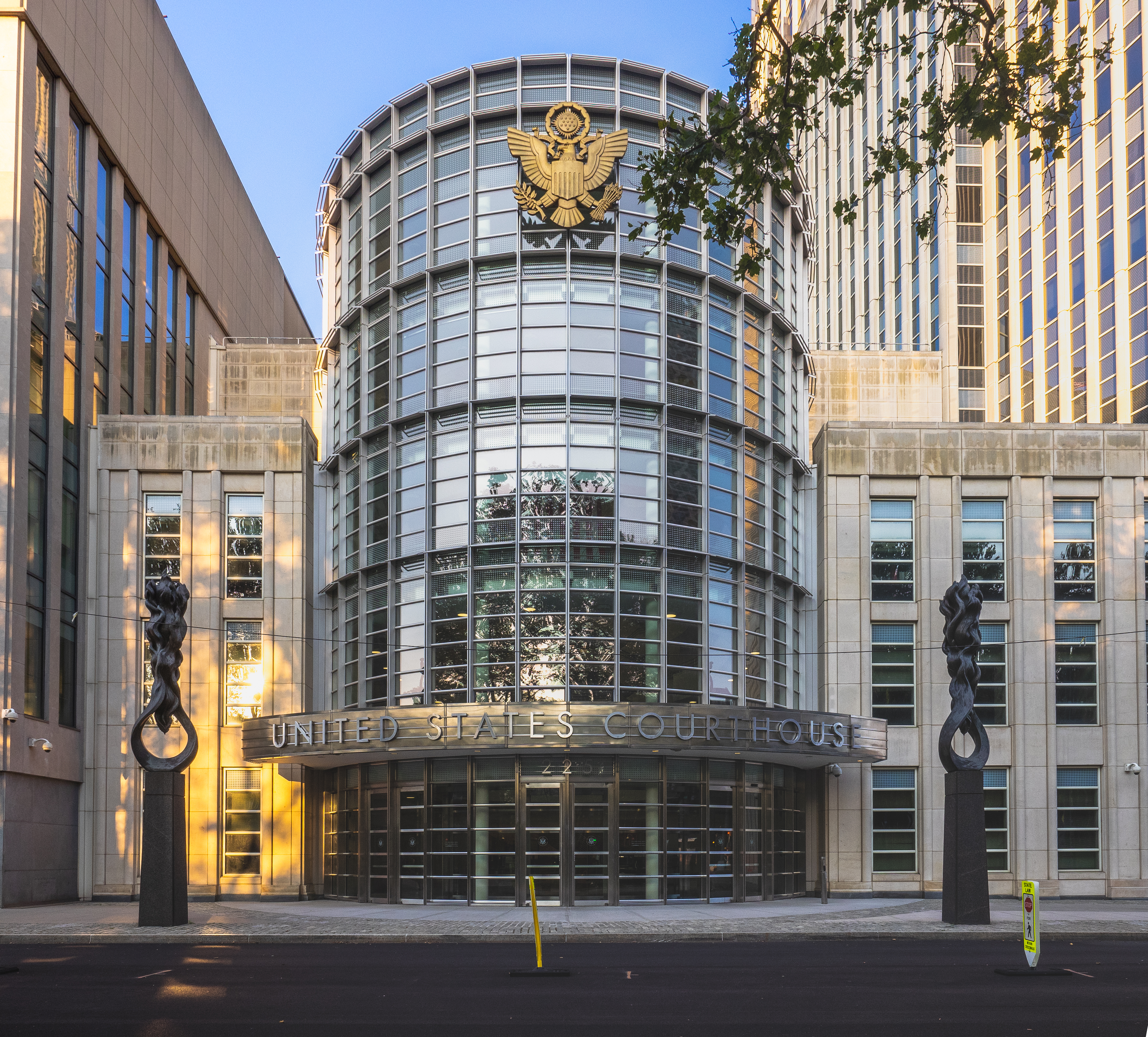
Tribunal Federal del Districte Oriental de Nova York

| 1ª relació d'acusats (27/05/2015) | Nacionalitat      | 2ª relació d'acusats (3/12/2015) | Nacionalitat  | 3ª relació d'acusats (6/04/2020) | Nacionalitat    |
| --------------------------------- | ----------------- | -------------------------------- | ------------- | -------------------------------- | --------------- |
| Chuck Blazer                      | EUA               | Ariel Alberto Alvarado Carrasco  | Panamà        | Hernán Santiago López            | EUA / Argentina |
| Alejandro Burzaco                 | Argentina         | Manuel Burga Seoane              | Perú          | Carlos Martínez de Fox           | EUA / Mèxic     |
| Aaron Davidson                    | EUA               | Rafael Leonardo Callejas Romero  | Hondures      | Gerard Romy Belilos              | Espanya         |
| Rafael Esquivel Melo              | Veneçuela         | Carlos Alberto Chávez Landívar   | Bolívia       | Full Play Group                  | Uruguai         |
| Eugenio Figueredo Aguerre         | Uruguai           | Luis Chiriboga Acosta            | Equador       |                                  |                 |
| José Hawilla                      | Brasil            | Eduardo Deluca                   | Argentina     |                                  |                 |
| Hugo Jinkis                       | Argentina         | Marco Polo del Nero              | Brasil        |                                  |                 |
| Mariano Jinkis                    | Argentina         | Alfredo Hawit Banegas            | Hondures      |                                  |                 |
| Nicolás Leoz Almirón              | Paraguai          | Brayan Jiménez Hernández         | Guatemala     |                                  |                 |
| Eduardo Li Sánchez                | Costa Rica        | José Luis Meiszner               | Argentina     |                                  |                 |
| José Margulies                    | Brasil            | Juan Ángel Napout Barreto        | Paraguai      |                                  |                 |
| José Maria Marin                  | Brasil            | Romer Osuna Áñez                 | Bolívia       |                                  |                 |
| Julio Rocha López                 | Nicaragua         | Rafael Osberto Salguero Sandoval | Guatemala     |                                  |                 |
| Costas Takkas                     | Regne Unit        | Ricardo Teixeira                 | Brasil        |                                  |                 |
| Daryan Warner                     | Trinitat i Tobago | Héctor Efraín Trujillo Aldana    | Guatemala     |                                  |                 |
| Daryll Warner                     | Trinitat i Tobago | Reynaldo Alan Vásquez Romero     | El Salvador   |                                  |                 |
| Jack Austin Warner                | Trinitat i Tobago | Luis Herberto Bedoya Giraldo     | Colòmbia      |                                  |                 |
| Jeffrey Webb                      | Illes Caiman      | Roger Huguet Abillar             | EUA / Espanya |                                  |                 |
| Traffic Sports International      | Illes Caiman      | Zorana Danis                     | Bèlgica / EUA |                                  |                 |
| Traffic Sports USA                | EUA               | Fabio Tordin                     | Brasil / EUA  |                                  |                 |
|                                   |                   | Sergio Elías Jadue Jadue         | Xile          |                                  |                 |

## Situació judicial a l'abril de 2020
Amb aquesta tercera relació es va completar la llista dels 45 acusats per la fiscalia nord-americana en el cas Fifagate. Tots els acusats, 42 persones i tres empreses, eren del continent americà a excepció de l'empresari espanyol, Gerard Romy, i de Costas Takkas que, tot i treballar a les Illes Caiman, era ciutadà britànic. Dotze d'ells eren empresaris o alts executius d'empreses de màrqueting esportiu. Les tres corporacions també estaven relacionades amb el màrqueting esportiu i la gestió d'esdeveniments futbolístics. La resta eren dirigents de les federacions futbolístiques de la CONMEBOL i la CONCACAF. Alguns dirigents també tenien responsabilitats simultànies dins el Comitè Executiu de la FIFA i la majoria d'ells van ser inhabilitats a perpetuïtat per exercir qualsevol mena de càrrec relacionat amb el món del futbol.
L'abril de 2020, set dels acusats ja s'havien mort, alguns havien estat condemnats, altres havien pactat amb la fiscalia penes menors i la restitució dels diners defraudats i, de la majoria restant, estava prevista la seva sentència definitiva per tot l'any 2020. Només quedarien dos acusats pendents de l'acció de la justícia, els brasilers Ricardo Teixeira i Marco Polo del Nero, que havien evitat les accions de la fiscalia nord-americana no viatjant fora del seu país natal, el qual no té conveni d'extradició amb els EUA en relació amb els delictes dels quals se'ls acusa.